# Karol Bąk
Karol Bąk (Koło, Lengyelország, 1961. –) lengyel festő, illusztrátor, grafikus.

## Élete, munkássága
1984-től 1989-ig a Lengyel Állami Képzőművészeti Főiskolán tanult Poznańban, grafikai szakon, ahol kitüntetéssel diplomázott.
Tanulmányait két kitüntetéssel fejezte be, a prof. Tadeusz Jackowski grafikai stúdióban és a prof. Jaroslaw Kozlowski rajz stúdióban.
A diploma megszerzése után 1989-ben rézmetszeteket készített és rajzolt, a következő néhány évben belsőépítészként dolgozott, és utazott. A 90-es évek második felében kezdett vászonra festeni, 2000-ben már elismert szakmailag.
Festményei fő témája a női szépség. Figurális műveit a mítosz és a mitológia világa ihlette.
A művész művei ciklusokra bonthatók: „Vitorlás - hajó”, „párbeszédablakok”, „Selyemhernyók”, „Aureoles”, „Négy elem”, „Judyta és Salome”.
Karol Bąk festményei számos egyéni és csoportos kiállításon voltak láthatóak, főként Lengyelországban, Németországban és Hollandiában.
Táblakép- és a falfestéssel, alkalmazott grafikával, valamint tervezéssel és lakberendezéssel is foglalkozik.
Jelenleg Lengyelországban, Poznańban él és dolgozik. 

## Díjai
- The reward for graphic art, "Diploma’89", Torun 1989
- 1. díj és kitüntetés: "The Best Graphic and Drawing of the Year" - XXI After Contest Exhibit for Jan Woroniecky’s Medal

## Képei
- Karol Bąk saját honlapja
- Karol Bąk - pinterest
- EU ART - Karol Bąk[halott link]
- Karol Bąk képei
- YouTube összeállítás Karol Bąk munkáiból
- Karol Bąk a YouTube-on

## Kiadvány
- Imaginaire II: mágikus realizmus

## Állandó festményei galériákban
- Klucznik Galéria Gdansk;
- SD Galéria;
- WZ Galéria Varsó;
- Go Galéria Amszterdam - Hollandia ;
- Rainbird Fine Art Gallery - London, Egyesült Királyság;
- Polart – Krefeld, Hüts, Németország;
- The Ikon Gallery - Virginia, USA.